# Enterprise and Data Center Standard Form Factor
Enterprise and Data Center Standard Form Factor (EDSFF por sus siglas en inglés), anteriormente conocido como factor de forma SSD para centros de datos y empresas, es una familia de factores forma SSD para uso en servidores de centros de datos que está siendo desarrollado por el grupo de trabajo técnico de Small Form Factor Technology Affiliate, que a su vez está bajo la dirección organizativa de la Storage Networking Industry Association.
Como familia de factores de forma, define las especificaciones para las dimensiones mecánicas y las interfaces eléctricas que deben tener los dispositivos para garantizar la compatibilidad entre distintos fabricantes de hardware. El estándar está destinado a reemplazar los factores de forma U.2 para las unidades utilizadas en los centros de datos. EDSFF proporciona una interfaz NVMe pura sobre PCIe . Una forma común de proporcionar conexiones EDSFF en la placa base es a través de conectores MCIO.
Los SSD EDSFF se fabrican en seis tamaños: E1.L (Largo) y E1.S (Corto), E2.L y E2.S y E3.L y E3.S 
El factor de forma NGSFF (también conocido como M.3 o NF1) de Samsung compite con EDSFF.